# Óscar Iván Méndez
Oscar Iván Méndez (Bogotá, Colombia, 6 de febrero de 1987) es un exfutbolista colombiano. Jugaba como centrocampista o delantero. 
Este exjugador tenía varias cualidades como su rapidez, su cambio de ritmo su generosidad, su disciplina, Oscar ahora es retirado de su carrera deportiva y se encuentra en una salsamentaria en Bogotá. 

## Clubes
| Club            | País     | Año         |
| --------------- | -------- | ----------- |
| Once Caldas     | Colombia | 2007        |
| Girardot F.C.   | Colombia | 2008        |
| Bogotá F.C.     | Colombia | 2009 - 2010 |
| Real Cartagena  | Colombia | 2011        |
| Deportivo Pasto | Colombia | 2012        |
| Bogotá F.C.     | Colombia | 2013        |
| Cortuluá        | Colombia | 2013 - 2015 |

## Palmarés

### Distinciones individuales
| Distinción                             | Año  |
| -------------------------------------- | ---- |
| Goleador de la Copa Colombia (8 goles) | 2011 |